# Saison 2021-2022 de l'AS Monaco FC
Maillots
Chronologie
Saison précédente Saison suivante
La saison 2021-2022 de l'AS Monaco est la soixante-troisième saison du club en première division du championnat de France et la neuvième saison consécutive au sein de l'élite du football français.
Outre le championnat de France de Ligue 1, le club est engagé en Coupe de France.

## Transferts

### Transferts estivaux
| Nom                   | Poste     | Type de transfert    | Montant      | Provenance/Destination | Division                |
| --------------------- | --------- | -------------------- | ------------ | ---------------------- | ----------------------- |
| Arrivées (35,5 M€)    |           |                      |              |                        |                         |
| Myron Boadu           | Attaquant | Transfert            | 17 M€        | AZ Alkmaar             | Eredivisie              |
| Jean Lucas            | Milieu    | Transfert            | 11 M€        | Olympique lyonnais     | Ligue 1                 |
| Ismail Jakobs         | Attaquant | Transfert            | 6,5 M€       | 1. FC Cologne          | Bundesliga              |
| Alexander Nübel       | Gardien   | Prêt (2 ans)         | -            | Bayern Munich          | Bundesliga              |
| Giulian Biancone      | Défenseur | Retour de Prêt       | -            | Cercle Bruges KSV      | Jupiler Pro League      |
| Jean Marcelin         | Défenseur | Retour de Prêt       | -            | Cercle Bruges KSV      | Jupiler Pro League      |
| Anthony Musaba        | Attaquant | Retour de Prêt       | -            | Cercle Bruges KSV      | Jupiler Pro League      |
| Strahinja Pavlović    | Défenseur | Retour de Prêt       | -            | Cercle Bruges KSV      | Jupiler Pro League      |
| Jean-Eudes Aholou     | Milieu    | Retour de Prêt       | -            | RC Strasbourg          | Ligue 1                 |
| Loïc Badiashile       | Gardien   | Retour de Prêt       | -            | Las Rozas CF           | Segunda División B      |
| Keita Baldé           | Attaquant | Retour de Prêt       | -            | UC Sampdoria           | Série A                 |
| Antonio Barreca       | Défenseur | Retour de Prêt       | -            | ACF Fiorentina         | Série A                 |
| Adrien Bongiovanni    | Milieu    | Retour de Prêt       | -            | FC Den Bosch           | Eerste Divisie          |
| Gil Dias              | Milieu    | Retour de Prêt       | -            | FC Famalicão           | Liga NOS                |
| Benjamin Henrichs     | Défenseur | Retour de Prêt       | -            | RB Leipzig             | Bundesliga              |
| Wilson Isidor         | Attaquant | Retour de Prêt       | -            | FC Bastia-Borgo        | National 1              |
| Jorge                 | Défenseur | Retour de Prêt       | -            | FC Bâle                | Raiffeisen Super League |
| Henry Onyekuru        | Attaquant | Retour de prêt       | -            | Galatasaray SK         | Spor toto Süper Lig     |
| Pelé                  | Milieu    | Retour de Prêt       | -            | Rio Ave FC             | Liga NOS                |
| Gabriel Pereira       | Gardien   | Retour de Prêt       | -            | Lazio Rome             | Série A                 |
| Julien Serrano        | Défenseur | Retour de Prêt       | -            | Livingston FC          | Scottish Premiership    |
| Arthur Zagre          | Défenseur | Retour de Prêt       | -            | Dijon FCO              | Ligue 1                 |
| Départs (38,5 M€)     |           |                      |              |                        |                         |
| Benjamin Henrichs     | Milieu    | Transfert (OA levée) | 15 M€        | RB Leipzig             | Bundesliga              |
| Keita Baldé           | Attaquant | Transfert            | 8 M€         | Cagliari Calcio        | Série A                 |
| Fodé Ballo-Touré      | Défenseur | Transfert            | 5 M€         | AC Milan               | Série A                 |
| Henry Onyekuru        | Attaquant | Transfert            | 4,5 M€       | Olympiakos             | Superleague Elláda      |
| Giulian Biancone      | Défenseur | Transfert            | 2,5 M€       | ESTAC Troyes           | Ligue 1                 |
| Enzo Millot           | Milieu    | Transfert            | 2 M€         | VfB Stuttgart          | Bundesliga              |
| Gil Dias              | Milieu    | Transfert            | 1,5 M€       | Benfica Lisbonne       | Liga NOS                |
| Boris Popović         | Milieu    | Transfert            | -            | Cercle Bruges KSV      | Jupiler Pro League      |
| Edgaras Utkus         | Milieu    | Transfert            | -            | Cercle Bruges KSV      | Jupiler Pro League      |
| Jorge                 | Défenseur | Transfert            | -            | Palmeiras              | Brasileirão             |
| Gabriel Pereira       | Gardien   | Transfert            | -            | Athletico Paranaense   | Brasileirão             |
| Willem Geubbels       | Attaquant | Prêt (avec OA)       | 6 M€ (+2 M€) | FC Nantes              | Ligue 1                 |
| Pietro Pellegri       | Attaquant | Prêt (avec OA)       | 6 M€ (+1 M€) | AC Milan               | Série A                 |
| Jean-Eudes Aholou     | Milieu    | Prêt (avec OA)       | 3 M€         | RC Strasbourg          | Ligue 1                 |
| Arthur Zagre          | Défenseur | Prêt (avec OA)       | -            | FC Utrecht             | Eredivisie              |
| Antonio Barreca       | Défenseur | Prêt                 | -            | US Lecce               | Série B                 |
| Benjamin Lecomte      | Gardien   | Prêt                 | -            | Atlético Madrid        | LaLiga Santander        |
| Anthony Musaba        | Attaquant | Prêt                 | -            | SC Heerenveen          | Eredivisie              |
| Florentino Luís       | Milieu    | Retour de Prêt       | -            | Benfica Lisbonne       | Liga NOS                |
| Julien Serrano        | Défenseur | Rupture de contrat   | -            | US Créteil             | National                |
| Adrien Bongiovanni    | Milieu    | Rupture de contrat   | -            | -                      |                         |
| Youssef Aït Bennasser | Milieu    | Fin de contrat       | -            | Adanaspor              | 1. Lig                  |
| Loïc Badiashile       | Gardien   | Fin de contrat       | -            | -                      |                         |
| Stevan Jovetic        | Attaquant | Fin de contrat       | -            | Hertha Berlin          | Bundesliga              |

### Transferts hivernaux
| Nom      | Poste | Type de transfert | Montant | Provenance/Destination | Division |
| -------- | ----- | ----------------- | ------- | ---------------------- | -------- |
| Arrivées |       |                   |         |                        |          |
| Départs  |       |                   |         |                        |          |

| Nom              | Poste      | Type de transfert | Montant | Provenance/Destination | Division    |
| ---------------- | ---------- | ----------------- | ------- | ---------------------- | ----------- |
| Arrivées         |            |                   |         |                        |             |
| Philippe Clément | Entraîneur | Transfert         | -       | Club Bruges KV         | Division 1A |
| Départs          |            |                   |         |                        |             |
| Niko Kovač       | Entraîneur | Renvoi            | -       | -                      | -           |

## Compétitions

### Championnat
La saison 2021-2022 de Ligue 1 est la quatre-vingt-troisième édition du championnat de France de football et la dix-huitième sous l'appellation « Ligue 1 ». La division oppose vingt clubs en une série de trente-huit rencontres. Les meilleurs de ce championnat se qualifient pour les coupes d'Europe que sont la Ligue des Champions (le podium) et la Ligue Europa (le quatrième ainsi que le vainqueur de la Coupe de France). L'AS Monaco participe à cette compétition pour la soixante-troisième fois de son histoire et la huitième consécutive depuis la saison 2013-2014.
Les relégués de la saison précédente, le Dijon FCO et le Nîmes Olympique sont remplacés par le Clermont Foot 63 et l'ESTAC Troyes, champion de Ligue 2 en 2020-2021
La saison débute le 8 août 2021 et se terminera le 21 mai 2021.

### Ligue Europa

#### Groupe B
| Rang | Équipe        | Pts | J | G | N | P | Bp | Bc | Diff |  | Résultats (▼ dom., ► ext.) |     |     |     |     |
| ---- | ------------- | --- | - | - | - | - | -- | -- | ---- |  | -------------------------- | --- | --- | --- | --- |
| 1    | AS Monaco     | 12  | 6 | 3 | 3 | 0 | 7  | 4  | +3   |  | AS Monaco                  |     | 2-1 | 0-0 | 1-0 |
| 2    | Real Sociedad | 9   | 6 | 2 | 3 | 1 | 9  | 6  | +3   |  | Real Sociedad              | 1-1 |     | 3-0 | 1-1 |
| 3    | PSV Eindhoven | 8   | 6 | 2 | 2 | 2 | 9  | 8  | +1   |  | PSV Eindhoven              | 1-2 | 2-2 |     | 2-0 |
| 4    | Sturm Graz    | 2   | 6 | 0 | 2 | 4 | 3  | 10 | -7   |  | Sturm Graz                 | 1-1 | 0-1 | 1-4 |     |

Phase de Groupe

## Effectif Professionnel
En grisé, les sélections de joueurs internationaux chez les jeunes mais n'ayant jamais été appelés aux échelons supérieurs une fois l'âge limite dépassé.

En grisé, les sélections de joueurs internationaux chez les jeunes mais n'ayant jamais été appelés aux échelons supérieurs une fois l'âge limite dépassé.

### Statistiques individuelles
(Mise à jour le 26 juin 2021)
| Numéro | Nat. | Nom | Championnat | Championnat | Championnat    | Championnat | Championnat  | Coupe de France | Coupe de France | Coupe de France | Coupe de France | Coupe de France | Total | Total       | Total          | Total  | Total        |
| Numéro | Nat. | Nom | M.j.        | But inscrit | Passe décisive | Averti      | Carton rouge | M.j.            | But inscrit     | Passe décisive  | Averti          | Carton rouge    | M.j.  | But inscrit | Passe décisive | Averti | Carton rouge |
| ------ | ---- | --- | ----------- | ----------- | -------------- | ----------- | ------------ | --------------- | --------------- | --------------- | --------------- | --------------- | ----- | ----------- | -------------- | ------ | ------------ |

* Joueurs partis en cours de saison